# Alan R. Moon

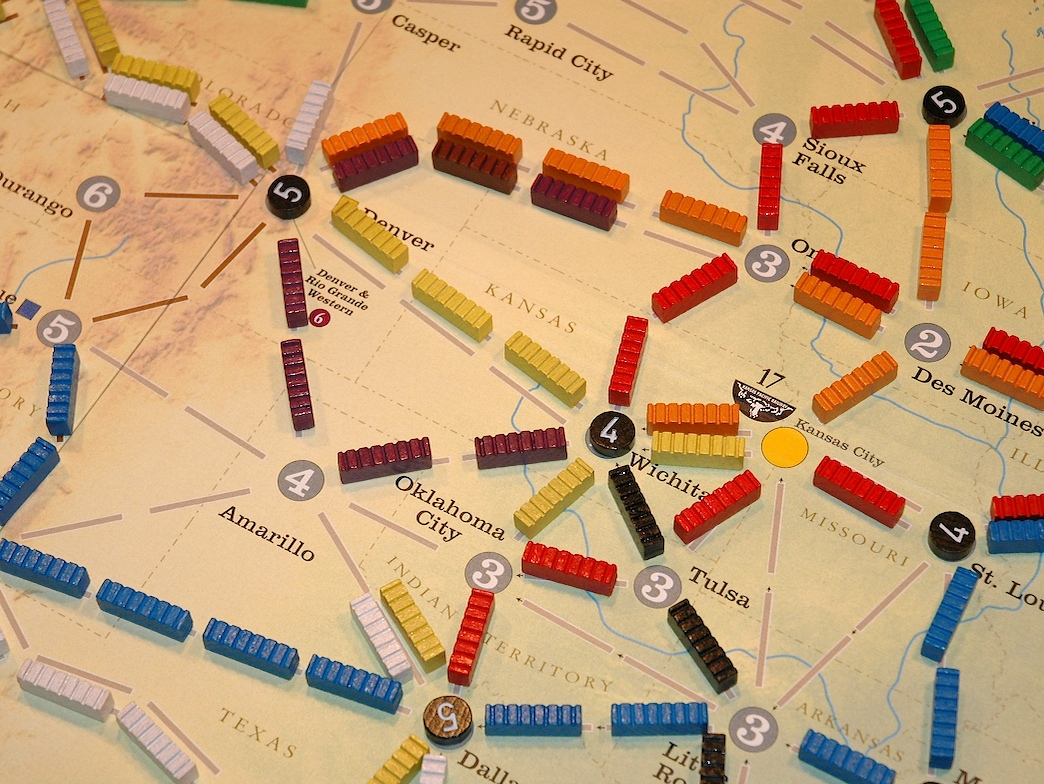
Gra Moona Santa Fe Rails w trakcie rozgrywki

Alan R. Moon (ur. 18 listopada 1951 w Southampton) – angielski projektant gier planszowych, obecnie mieszkający w Stanach Zjednoczonych. Powszechnie uważany za jednego z najwybitniejszych twórców niemieckiego stylu tworzenia gier planszowych. Wiele z jego gier jest postrzegana jako wariacje na temat problemu komiwojażera.

## Kariera
Alan R. Moon pracował jako projektant gier dla Avalon Hill, Parker Brothers i Ravensburger FX Schmid USA. Jego pierwszą opublikowaną grą była Black Spy (Avalon Hill, 1981), inspirowana klasyczną grą w karty Kierki. Jednak pierwszą grą, która zdobyła prawdziwą popularność, były Linie lotnicze, opublikowane przez niemiecką firmę Abacus w 1990 roku. W 1990 roku otworzył własną firmę wydawniczą White Wind i prowadził ją do 1997 roku. Obecnie publikuje własne gry poprzez inne firmy takie jak: Ravensburger i Days of Wonder. Od 2000 roku jest niezależnym, pełnoetatowym projektantem gier. Moon zdobył nagrodę Spiel des Jahres dwa razy, za Elfenland w 1998 roku i za Wsiąść do pociągu (ang. Ticket to RideF) w 2004 r. Ponadto Wsiąść do pociągu wygrało niemal dwa tuziny innych nagród na całym świecie.

## Lista wybranych gier
Pełna lista dostępna jest na stronie internetowej Alana R. Moona
- Capitol z Aaronem Weissblum (2001, Spiel des Jahres – nominacja, Deutscher Spiele Preis – 5. miejsce)
- Das Amulett z Aaronem Weissblum (2001, Spiel des Jahres – nominacja, Deutscher Spiele Preis – 10. miejsce)
- Diament z Bruno Faidutti (2005)
- Down with the King z Glennem i Kennethem Rahman (1981)
- Elfenland (1998, Spiel des Jahres – zwycięzca, Deutscher Spiele Preis – 3. miejsce)
- Get the Goods z Mickiem Ado (1990, Spiel des Jahres – nominacja, Deutscher Spiele Preis – 4. miejsce)
- San Marco (2001, Spiel des Jahres – nominacja, Deutscher Spiele Preis – 7. miejsce)
- Wsiąść do pociągu (2004, Spiel des Jahres – zwycięzca)
- Union Pacific (1999, Spiel des Jahres – nominacja, Deutscher Spiele Preis – 3. miejsce)